# STS-125
إس تي إس-125 |(بالإنجليزية: STS-125)‏ بعثة الخدمة الرابعة (SM4) لمرصد هابل الفضائي وهي الرحلة الخامسة والأخيرة لصيانة مرصد هابل. انطلقت من مركز كينيدي للفضاء في 11 مايو من عام 2009.

## وصلات خارجية
قاعدة بيانات اس.ت.اس 125 (STS-125) على موقع ناسا الأمريكي
ويكيبيديا:دليل الأسلوب